# Wieland Ziller
Wieland Ziller (1952. december 12. –) német nemzetközi labdarúgó-játékvezető. Polgári foglalkozása mérnök.	

## Pályafutása

### Nemzeti játékvezetés
1982-ben lett az DDR-Oberliga, majd 1990-től a Bundesliga játékvezetője. Az aktív nemzeti játékvezetéstől 1997-ben vonult vissza. Első ligás mérkőzéseinek száma: Oberligában – 96, Bundesligában – 42.

#### Nemzeti kupamérkőzések
Vezetett Kupa-döntők száma: 1.

##### Német Kupa
| Időpont          | Helyszín                   | Mérkőzés típusa | Mérkőzés                              | Eredmény | Nézők száma |
| ---------------- | -------------------------- | --------------- | ------------------------------------- | -------- | ----------- |
| 1989. április 1. | Weltjugend Stadion, Berlin | döntő           | Berliner FC Dynamo–FC Karl-Marx-Stadt | 1 : 0    | 35 000      |

### Nemzetközi játékvezetés
A Német labdarúgó-szövetség Játékvezető Bizottsága (JB) 1987-ben terjesztette fel nemzetközi játékvezetőnek, a Nemzetközi Labdarúgó-szövetség (FIFA) bíróinak keretébe. Több nemzetek közötti válogatott és klubmérkőzést vezetett. A német nemzetközi játékvezetők rangsorában, a világbajnokság-Európa-bajnokság sorrendjében többedmagával a 28. helyet foglalja el 2 találkozó szolgálatával. Az aktív nemzetközi játékvezetéstől 1995-ben a FIFA búcsúzott. Nemzetközi mérkőzéseinek száma: 20.

#### Világbajnokság
1989-ben Skócia rendezte az U17-es labdarúgó-világbajnokságot, ahol a FIFA bíróként foglalkoztatta. 
| Időpont          | Helyszín                     | Mérkőzés típusa        | Mérkőzés             | Eredmény | Nézők száma |
| ---------------- | ---------------------------- | ---------------------- | -------------------- | -------- | ----------- |
| 1989. június 12. | Fir Park Stadion, Motherwell | selejtező (A. csoport) | Ghána–Bahrein        | 0 : 1    | 9 000       |
| 1989. június 14. | Dens Park Stadion, Dundee    | selejtező (C. csoport) | Kína–Nigéria         | 0 : 3    | 6 000       |
| 1989. június 20. | Fir Park Stadion, Motherwell | egyik elődöntő         | Bahrein–Szaúd-Arábia | 0 : 1    | 9 000       |

A világbajnoki döntőhöz vezető úton Olaszországba a XIV., az 1990-es labdarúgó-világbajnokságra a FIFA JB bíróként alkalmazta.
| Időpont           | Helyszín                | Mérkőzés típusa           | Mérkőzés                 | Eredmény | Nézők száma |
| ----------------- | ----------------------- | ------------------------- | ------------------------ | -------- | ----------- |
| 1989. október 25. | Śląski Stadion, Chorzow | előselejtező (7. csoport) | Lengyelország–Svédország | 0 : 2    | 12 000      |

#### Európa-bajnokság
Az európai-labdarúgó torna döntőjéhez vezető úton Angliába a X., az 1996-os labdarúgó-Európa-bajnokságra az UEFA JB játékvezetőként foglalkoztatta.
| Időpont             | Helyszín                  | Mérkőzés típusa           | Mérkőzés               | Eredmény | Nézők száma |
| ------------------- | ------------------------- | ------------------------- | ---------------------- | -------- | ----------- |
| 1994. szeptember 7. | Sportpark Stadion, Eschen | előselejtező (7. csoport) | Liechtenstein–Ausztria | 0 : 4    | 5 800       |

## Sportvezetőként
A drezdai labdarúgó körzetben játékvezető ellenőrként tevékenykedik.

### Nemzetközi kupamérkőzések

#### Kupagyőztesek Európa-kupája
| Időpont              | Helyszín                    | Mérkőzés típusa                     | Mérkőzés                          | Eredmény |
| -------------------- | --------------------------- | ----------------------------------- | --------------------------------- | -------- |
| 1994. szeptember 29. | Üllői úti Stadion, Budapest | selejtező (1. forduló, 1. mérkőzés) | Ferencvárosi TC–PFK CSZKA Moszkva | 2 : 1    |